# 天サイダー
天サイダー（てんサイダー）は、北海道士別市のご当地サイダー。天塩川の水とオリゴ糖を用いたサイダー飲料であり、士別市営東山浄水場の水と、士別市の日本甜菜製糖士別製糖所から提供されたビートオリゴ（テンサイの糖蜜）、グラニュー糖を原料としている。士別市と北海道士別翔雲高等学校の協力により開発され、2015年（平成27年）に販売が開始された。

## 開発の経緯
士別市では2014年（平成26年）以降に、士別市内の天塩岳や天塩川などの自然環境、地域資源を活用したブランド化を推進し、交流人口の拡大を目的とした「天塩岳・天塩川魅力発信プロジェクト」が実施されており、天サイダーはその一環として開発された商品である。地域イメージを発現する特産品として、地域の活性化を目的として開発された。2015年には日本甜菜製糖株式会社士別製糖所が創業80周年を、旧士別市と旧朝日町の合併から10年を迎えることも、開発の契機の一つとなった。
企画と開発は、士別市が担当した。2015年3月以降、北海道士別翔雲高等学校（以下、翔雲高と略）総合ビジネス科3年生が授業を通じて、名前やラベルの原案、炭酸の強度などを助言した。完成品のラベルには、川の水しぶきや炭酸の気泡を表す水玉、ビートの形をしたキャラクターがデザインされた。名称は「天塩川の水と士別産砂糖ビート（テンサイ）オリゴでつくったサイダー」を意味し、「天塩川」「テンサイ」「天才」をかけた名称である。同2015年6月、ビート栽培の盛んな「砂糖のまち」としての士別のPRイベント「士別ビートまつり」において、翔雲高総合ビジネス科の3年生たちに、羊皮紙を使った感謝状が士別市から贈られた。
2021年（令和3年）には、翔雲高総合ビジネス科2年生のアイディアで、ラベルと味に大幅な改良が加えられた。ラベルは「羊のまち」らしくヒツジに、さらに白基調の従来のものから、空をイメージした青基調となり、雲が浮かぶ絵を取り込むなど、大幅に変更された。味も、砂糖の濃さや香料の量を変え、ラムネ風味が強いものとなった。翌2022年（令和4年）12月には、新しいラベルのデザインの考案、味の改良、販売活動に貢献した翔雲高総合ビジネス科に対して、士別市から感謝状が贈呈された。

## 反響
2015年6月の「士別ビートまつり」では天サイダーが無料配布された。開会前から来場者が長蛇の列をなし、用意した3千本が配られ、士別市民に大変な好評が得られた。翌2016年（平成28年）には、観光客にも好評を得ていたことから、士別市により追加製造が決定され、1万2千本が入荷された。その後も2017年（平成29年）4月までに、2万4千本が販売された。
2021年5月に開設された道の駅羊のまち 侍・しべつでも販売され、好調な売れ行きを見せた。同月にJR北海道が宗谷線の旭川から稚内までの間で運行を始めた観光向け臨時急行「花たび そうや」でも、士別市停車時に、同市のゆるキャラ「さほっち」や同市職員らが天サイダーを販売し、5分間の停車時間で約30本が売り上げられた。先述のように、同2021年にはデザインと味に改良が加えられたことから、士別の地域おこし協力隊員の1人は、「誰もが買いやすくなったのと同時に、美味しくなったとの声も多く、リピーターが増えたため」と分析している。
2022年（令和4年）には、前年で完売していたために9千本が追加製造された。販売開始以来の製造数は8万本に達し、道北日報では「特産品としてしっかり定着」と報じられた。